# Guaramirim
Guaramirim est une ville brésilienne du nord de l'État de Santa Catarina.

## Généralités
La municipalité est connue pour l'abondance de palmier-royal sur son territoire. On en tire un légume très proche du cœur de palmier. Le symbole de la ville est un oiseau, le petit blongios, un échassier de petite taille.

## Géographie
Guaramirim se situe à une latitude de 26° 28′ 23″ sud et à une longitude de 49° 00′ 10″ ouest, à une altitude de 30 mètres.
Sa population était de 35 186 habitants au recensement de 2010. La municipalité s'étend sur 268 km2.
Elle fait partie de la microrégion de Joinville, dans la mésorégion Nord de Santa Catarina.

## Villes voisines
Guaramirim est voisine des municipalités (municípios) suivantes :
- Joinville
- Araquari
- São João do Itaperiú
- Massaranduba
- Jaraguá do Sul
- Schroeder